# Acrocorinto

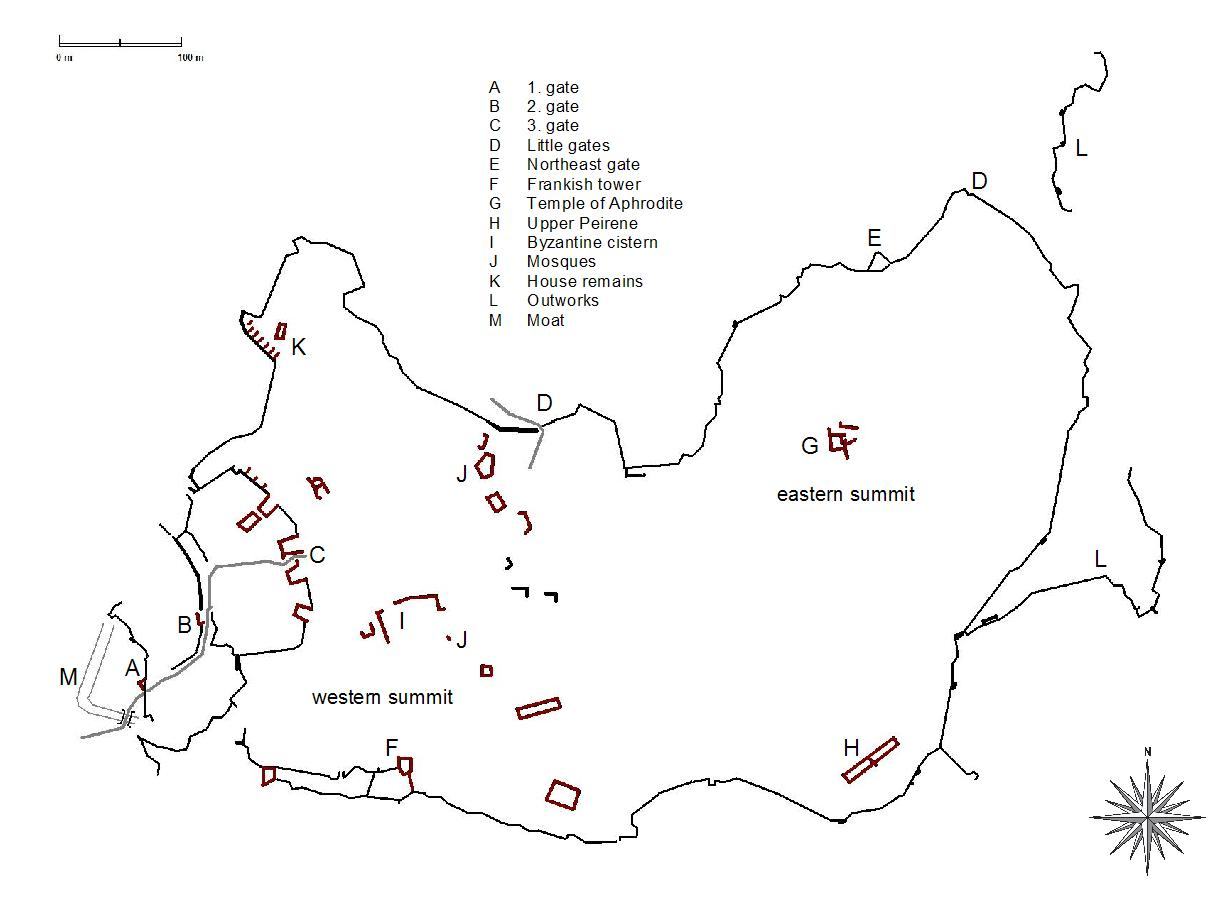
Plano de los restos del Acrocorinto.

El Acrocorinto (en griego antiguo Ακροκόρινθος) es una elevación rocosa situada junto a la antigua ciudad de Corinto de la Antigua Grecia. Se usó como acrópolis en la antigüedad y la Edad Media. Era una de las más grandes acrópolis griegas. Alcanza la cota de 575 m y posee una triple línea de fortificaciones y es una de las fortalezas medievales más importantes de Grecia.
En su templo de Afrodita, donde se encontraban las estatuas de la diosa en armas, de Eros y de Helios, protector del Acrocorinto, más de mil hieródulas (siervas de la divinidad) ejercían la prostitución sagrada.
En las investigaciones realizadas por los arqueólogos estadounidenses, sobre todo por Carl Blegen y Rhys Carpenter, casi nada se ha hallado de la Acrocorinto griega y romana: los muros están parcialmente incorporados a los medievales. Del templo de Afrodita, destruido por los cristianos, sólo subsisten los cimientos. No queda nada del Sisífeo. También se ha identificado la fuente Pirene en un ambiente subterráneo romano abovedado.

## Historia

Mapa del Istmo de Corinto donde se aprecia la ubicación del Acrocorinto.

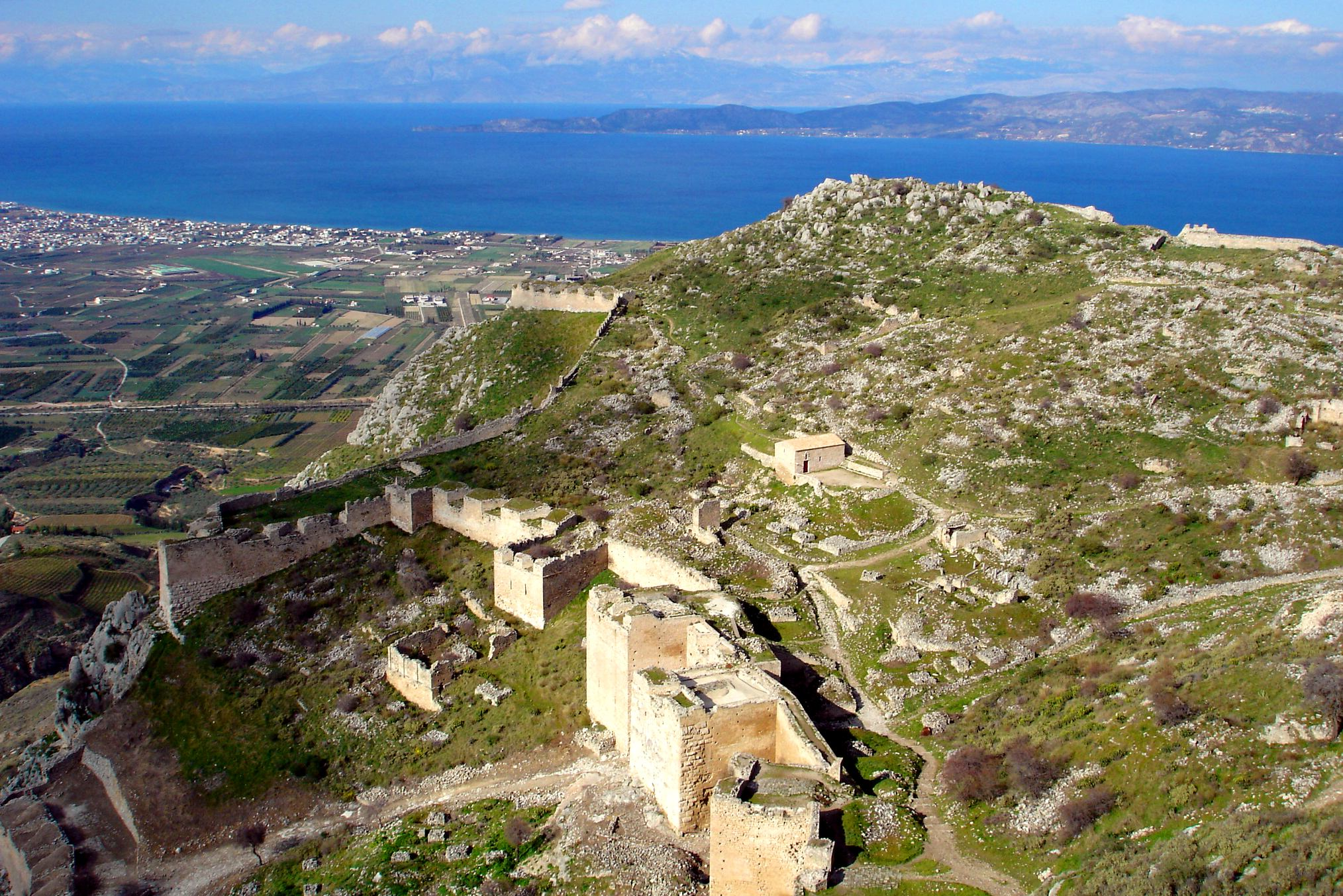
Vista del Acrocorinto, con el golfo de Corinto al fondo.

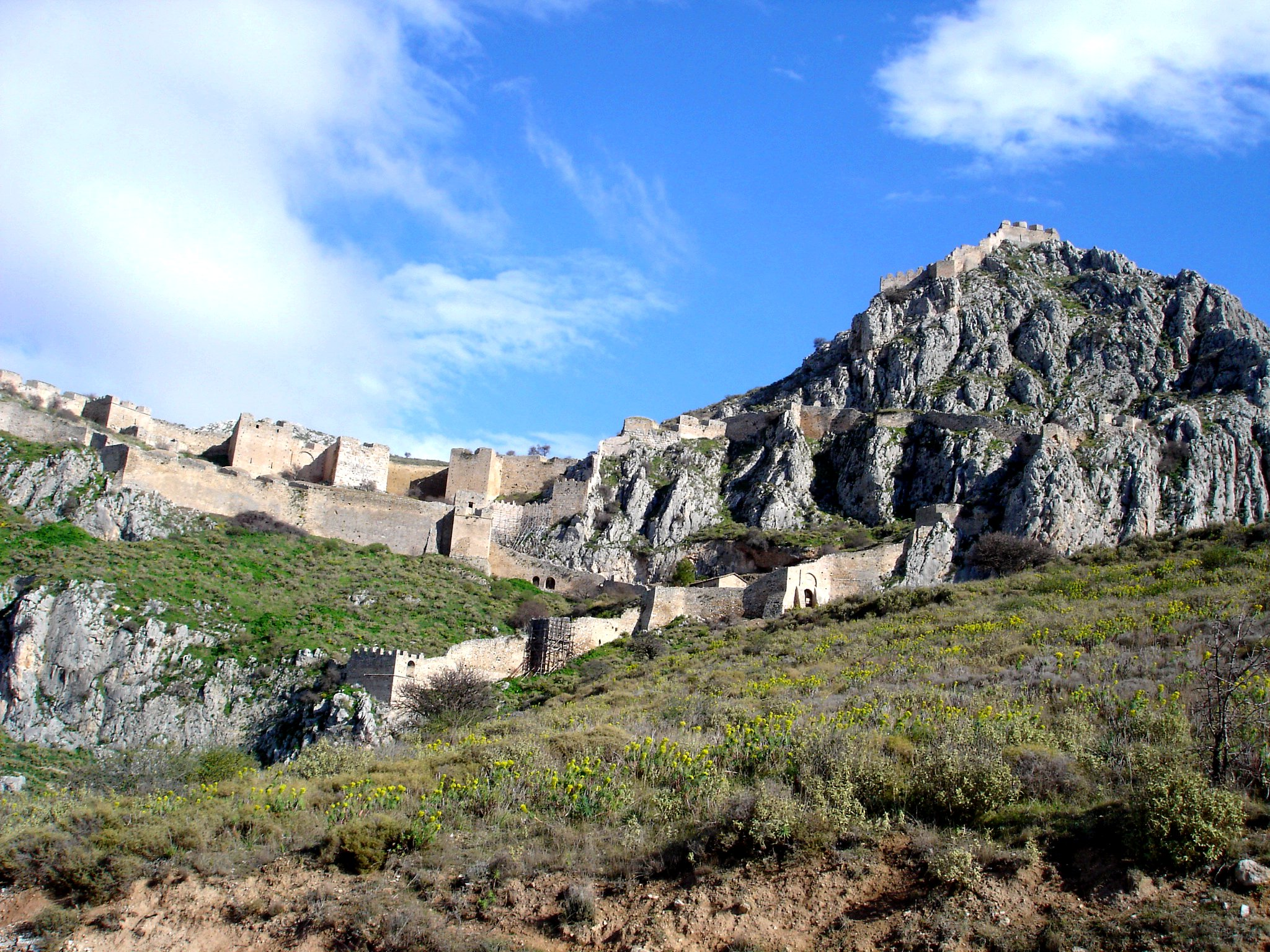
Vista de las murallas del Acrocorinto.

El lugar más alto del sitio albergó un templo dedicado a Afrodita, que con la cristianización se convirtió en iglesia y después en mezquita. 
Se trata de un lugar de fácil defensa gracias a su geomorfología. Su superficie total era superior a la de la propia ciudad de Corinto, por lo que en caso de invasiones podría servir como refugio para todos los habitantes de la ciudad e incluso el ganado. Las primeras fortificaciones en el Acrocorinto se remontan a fines del siglo VII a. C. o principios del siglo VI a. C. Perteneció a los macedonios desde el 338 a. C. hasta que, en la época de Antígono Gónatas, Arato de Sición se apoderó de él y formó parte de los territorios de la Liga Aquea. La importancia estratégica del Acrocorinto era tal que, años más tarde, Demetrio de Faros aconsejó a Filipo V de Macedonia que si quería dominar el Peloponeso tendría que ocupar las fortalezas del Acrocorinto e Itome.
En el año 146 a. C. sufrió destrucciones por parte de las tropas del cónsul romano Lucio Mumio pero luego los romanos la reconstruyeron. Estrabón, que estuvo personalmente en el Acrocorinto, dice que el camino de subida tenía una longitud de treinta estadios.
Fue fortificada fuertemente durante el Imperio bizantino al convertirse en la sede del estratego de la thema de Hellas.  
Posteriormente fue una fortaleza de los francos en el siglo XII, tras la Cuarta Cruzada, y luego nuevamente de los bizantinos, hasta que el 1458 fue ocupada por los otomanos, por los venecianos en 1687 y nuevamente por los otomanos en 1715 hasta que en 1822 pasó a poder de Grecia.
Con el abastecimiento de agua asegurado, la fortaleza del Acrocorinto fue usada como última línea defensiva del sur de Grecia repeliendo adversarios de la península peloponésica. La defensa de la colina estaba formada por tres circuitos amurallados.
La Escuela Americana de Estudios Clásicos comenzó las excavaciones en 1929.

## Mitología
Pausanias relata un mito, según el cual, el Hecatónquiro Briareo fue el árbitro en una disputa entre Poseidón y Helios, cuyo veredicto fue que el istmo de Corinto pertenecía a Poseidón y la parte elevada por encima de la ciudad (Acrocorinto) a Helios.
La fuente Pirene está ubicada dentro del recinto amurallado.

La fuente que está detrás del templo [de Afrodita] dicen que es un regalo que hizo Asopo a Sísifo, quien sabía que Zeus había raptado a Egina, hija de Asopo, pero se negó a revelarlo a Asopo, que la buscaba, hasta que éste diera agua al Acrocorinto.